# انیس العیاری
انیس العیاری (عربی: أنيس العياري؛ زادهٔ ۱۶ فوریهٔ ۱۹۸۲) یک بازیکن فوتبال اهل تونس است.

## تیم ملی
وی همچنین در تیم ملی فوتبال تونس بازی کرده‌است.